# آن هانی
آن هانی (انگلیسی: Anne Haney؛ ۴ مارس ۱۹۳۴ – ۲۶ مهٔ ۲۰۰۱) یک هنرپیشه اهل ایالات متحده آمریکا بود. وی بین سال‌های ۱۹۷۸ تا ۲۰۰۱ میلادی فعالیت می‌کرد.
از فیلم‌ها یا برنامه‌های تلویزیونی که وی در آن نقش داشته است می‌توان به دروغگو دروغگو، خانم داوت‌فایر، رئیس‌جمهور آمریکا، فولاد سرد و بهترین زمان اشاره کرد.